# Tibetanska köket
Tibetanska köket gäller den matkultur och de mattraditioner som finns i Tibet. Det består av korn, kött och mejeriprodukter. Kornet kan användas till att göra tsampa som brukar kallas Tibets nationalrätt. Det är små bollar med rostat kornmjöl och härsket jaksmör. Tsampa äts till frukost eller som mellanmål på betet med jakarna och äts ofta tillsammans med saltat smörte. Det tas även med på resor som nödproviant. Jaken är också viktig i tibetansk matkultur.
Tibetansk mat baseras i viss utsträckning på tibetansk medicin, iakttar människans hälsa i balansen mellan "varm" och "kall", med sparsam, men noggrann kryddning. Vidare ska maten överensstämma med klimatet, säsongen och tiden på dygnet.

## Traditionella maträtter
Köket kan sägas spegla det tibetanska landskapet av berg och platåer och är influerat av grannländerna, inklusive Indien och Nepal där många tibetaner bor. Köket är känt för sin användning av nudlar, getkött, jakkött, lamm- och fårkött, klimp, soppor och tibetansk ost, ofta från jak- eller getmjölk, samt av smör och yoghurt. Vegetarianism har varit i fokus bland religiösa utövare ända sedan 1100-talet, men är inte utbredd på grund av svårigheterna med att odla grönsaker med också kulturella traditioner som främjar konsumtionen av kött. 

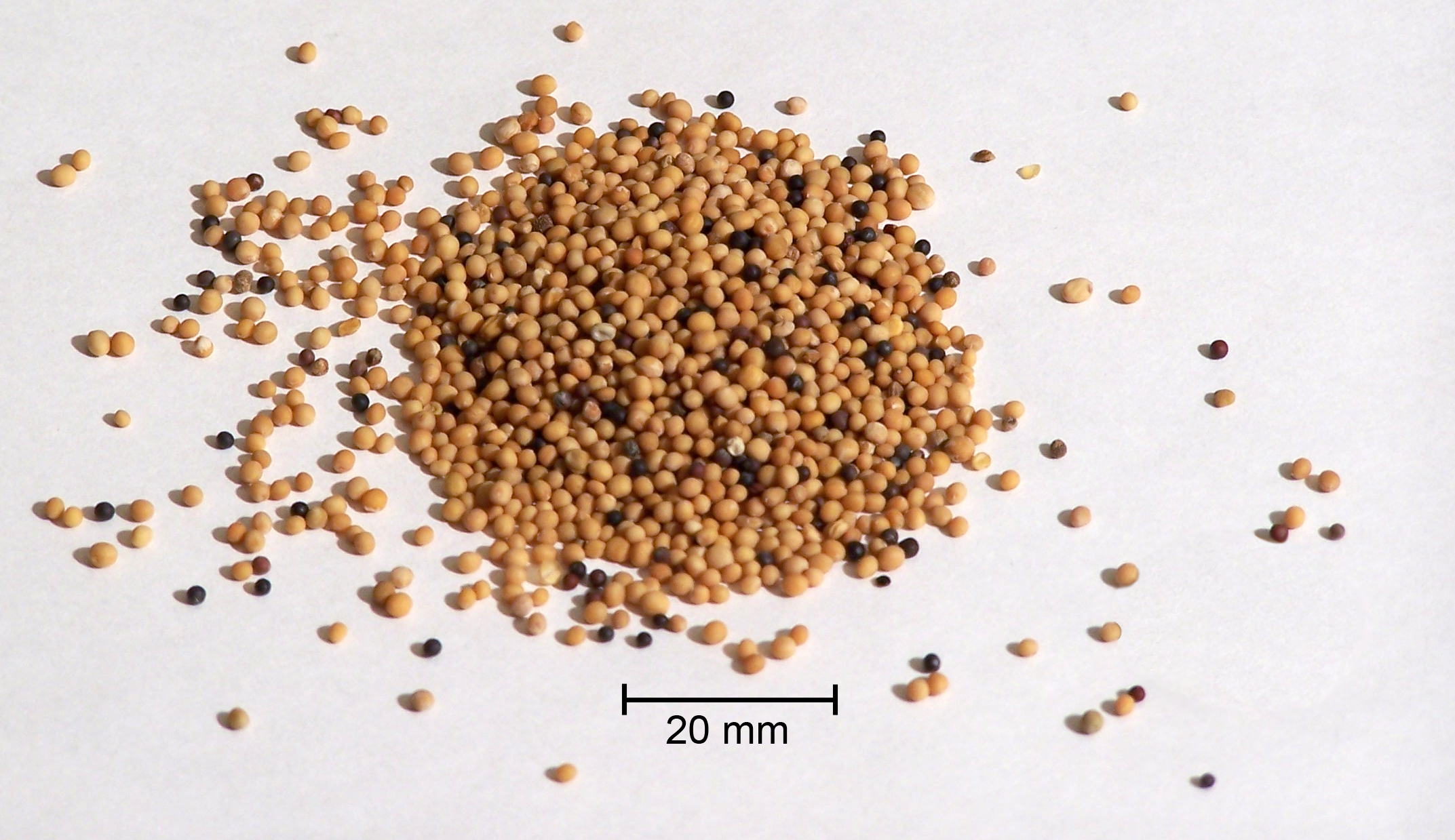
Senapsfrön, en viktig ingrediens i det tibetanska köket.

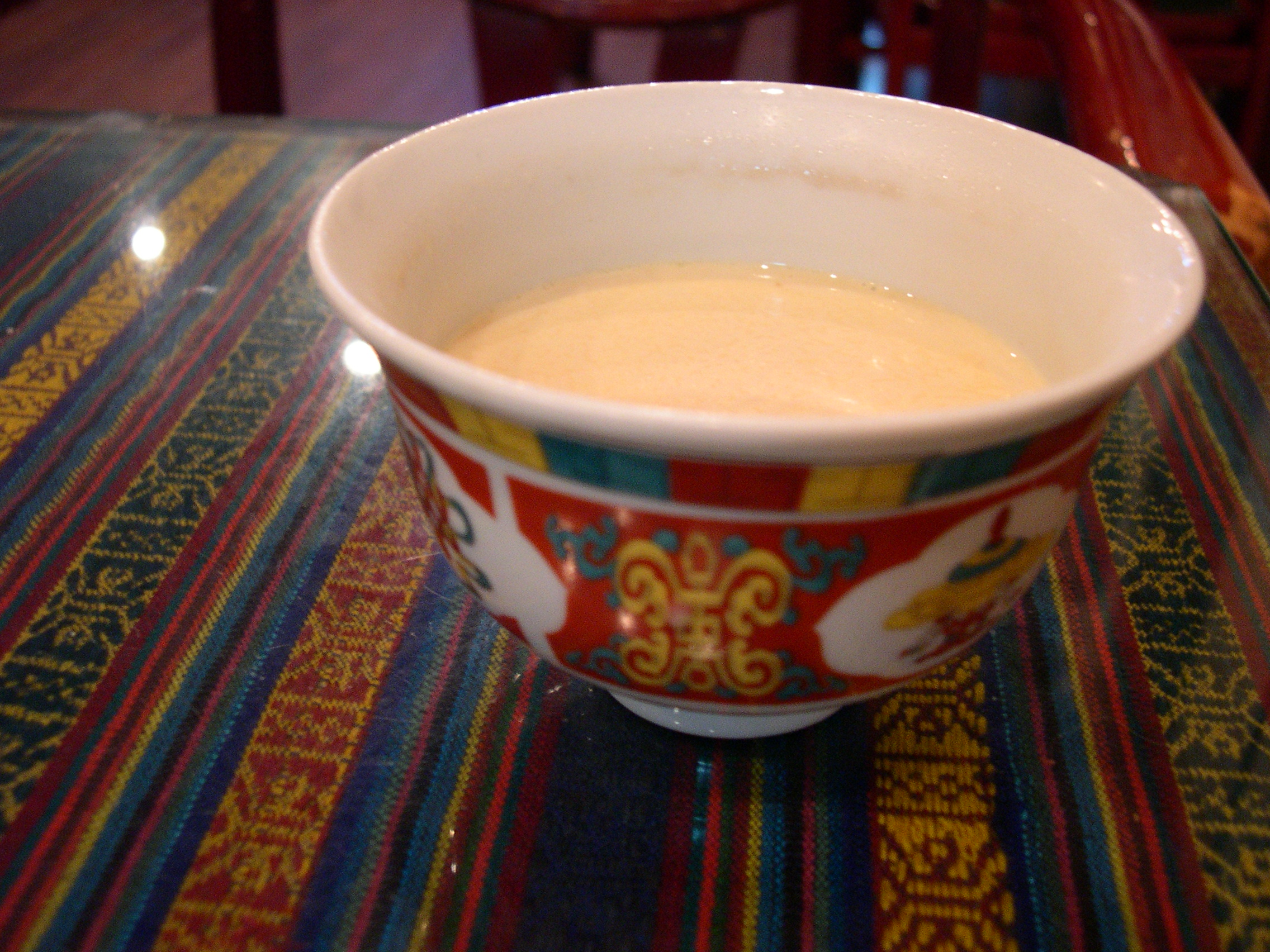
Färdigbryggt smörte i en skål.

Grödor måste klara av att växa på hög höjd, även om det finns ett fåtal områden är tillräckligt lågt belägna för att odla ris, apelsiner, bananer och citroner. Den viktigaste grödan är korn. Mjöl som malts från rostat korn, kallat tsampa och kan betraktas som stapelföda i Tibet, liksom sha phaley, ett slags pirog med biffkött och kål. Balep är ett tibetanskt bröd som äts till frukost och lunch. Det förekommer i en rad olika varianter. Thukpa är en tibetansk soppa som består av grönsaker, buljong, kött och nudlar. Den finns i ett stort antal olika recept.
Smörte är en typisk tibetansk dryck, av torkade teblad som har kokats tillsammans med salt och jaksmör. Smörteet konsumeras i stora mängder. Jasminte är också vanligt förekommande.
Det tibetanska köket serveras traditionellt med ätpinnar av bambu, i motsats till andra kök i Himalaya, som äts för hand. Senapsfrön odlas och är en viktig del i det tibetanska köket.
Utanför Tibet är det tibetanska köket efterfrågat i de indiska staterna Ladakh, Sikkim och Arunachal Pradesh, i de norra regionerna av Nepal, till exempel distriktet Mustang, och hos tibetaner i förskingringen.
I större tibetanska städer serverar nu många restauranger Sichuanesiska köket, som är ett av de åtta stora kinesiska köken. Västerländsk mat importeras och är också populär, liksom blandningar av tibetanskt och västerländskt, till exempel jakkött och pommes frites. Ändå behåller de många små restaurangerna som serverar de traditionella tibetanska rätter efterfrågan både i städerna och på landsbygden.